# 軌道速度
一般に惑星、衛星、人工衛星または連星などの物体の軌道速度（きどうそくど）とは、系における普通はより質量の大きな物体の重心の周りで軌道に乗る速度のことをあらわす。平均的な軌道速度や、全周を平均しての軌道速度か、あるいは軌道のある地点における速度である瞬間軌道速度について言及するのに用いうる言葉である。
任意の位置における軌道速度はその位置での中心の物体からの距離と軌道エネルギーから求めることができる。軌道エネルギーは位置とは無関係に決まり、その力学的エネルギーは全エネルギーから位置エネルギーを引いたものである。
それにより、天体力学の標準的仮定の元で軌道速度({\displaystyle v\,})は:
- 一般に: {\displaystyle v={\sqrt {2\left({\frac {\mu }{r}}+{\epsilon }\right)}}}
  - 楕円軌道: {\displaystyle v={\sqrt {\mu \left({\frac {2}{r}}-{\frac {1}{a}}\right)}}}
  - 放物線軌道: {\displaystyle v={\sqrt {\mu \left({\frac {2}{r}}\right)}}}
  - 双曲線軌道: {\displaystyle v={\sqrt {\mu \left({\frac {2}{r}}+{\frac {1}{a}}\right)}}}

ここで、
- μ は万有引力定数と質量の積
- r は中心となる物体と軌道を周回する物体の距離
- ε は軌道エネルギー
- a は軌道長半径

注:
- 速度は陽には離心率に依存せず、軌道長半径 (a) の長さによって決まる。

## 動径軌跡
動径軌跡の場合は次のように分けられる。
- エネルギーが非負の場合:物体は軌道全体が中心物体から遠さがる向きに動くか、軌道全体が中心物体に向かう向きに動く。エネルギーが0の場合は脱出軌道と捕獲軌道を参照。
- エネルギーが負の場合:物体は最初は中心の物体から離れる向きに、r=μ/|ε| まで動くことができるが、そこから落下して戻っていく。これは離心率が1の楕円軌道の極限の場合であって楕円の一方の端が中心の物体である。

## 横向き方向の軌道速度
中心方向に対して横向きの軌道速度は、角運動量保存の法則、もしくはそれと等価なケプラーの法則のために、中心の物体との距離と反比例する。物体が軌道をある一定時間の間に周回する時、重心と物体を結ぶ線分が作る領域の面積は、その時物体が占めている軌道の位置によらず常に等しいということである。このことは近地点では遠地点より物体は速く動くことを意味する。なぜならより物体がより短い距離にある時は、同じ面積を掃くためにはより大きな角度を動く必要があるからである。この法則は通常「面積速度一定の法則」と呼ばれる。

## 軌道速度
円運動の軌道速度は、軌道の周期の観察と軌道半径か、または二つの物体の質量と軌道半径から得られる。一方の物体の質量が他方の質量より十分に小さい場合、軌道速度は下式で表される。
{\displaystyle v_{\mathrm {o} }={\frac {2\pi r}{T}}}
{\displaystyle v_{\mathrm {o} }={\sqrt {\frac {mG}{r}}}}
vo は軌道速度である。 r は軌道半径、T は周期、m はもうひとつの物体の質量、そして G は万有引力定数である。
2物体の質量が近い場合、下式で計算できる。なお、これも円運動に限り適用できる。
{\displaystyle v_{\mathrm {o} }={\sqrt {\frac {m_{2}^{2}G}{(m_{1}+m_{2})r}}}}
m1 が速度を求める物体の質量 m2 がその周囲を周回される物体の質量、r は二物体の距離（それぞれの物体と重心との距離の和）である。
楕円運動する天体の平均速度の算出には楕円積分が必要になるため、初等関数のみで表すことはできない（近似は可能）。
英語版の例も参照。